# The Holly and the Ivy (film)
The Holly and the Ivy (lett. "L'agrifoglio e l'edera") è un film britannico del 1952, diretto da George More O'Ferrall e basato su un'opera teatrale di Wynyard Browne. Interpreti principali sono Ralph Richardson, Celia Johnson, Margaret Leighton e Denholm Elliott.
Il titolo del film fa probabilmente riferimento all'omonimo canto natalizio inglese.

## Trama
Il reverendo Martin Gregory, da poco rimasto solo con le due figlie dopo la morte della moglie, invita per la tradizionale cena di Natale i parenti, tra cui sua sorella, sua cognata, ecc.
Le festività fanno da sfondo a gravi problemi familiari, che riguardano in particolare le figlie del reverendo.